# 阿爾奇娜
阿爾奇娜（義大利語：Alcina）是義大利浪漫史詩《瘋狂的羅蘭》中登場的魔女。她表面上是一位絕世美女，時常看上新的男人並和他們談戀愛。阿爾奇娜很容易喜新厭舊，每當她膩了想換對象，就會把原先的愛人變成樹，以免他們將她的荒淫行徑公諸於世。

## 人物
阿爾奇娜、摩爾迦娜和羅傑斯媞拉是一對三姊妹。相較於天性善良的妹妹羅傑斯媞拉，阿爾奇娜則是天性殘忍，兩人因此不合。三姊妹都住在同一座島上。身為一名妖精，阿爾奇娜是不死的。
在布拉達曼特打倒巫師亞特蘭特之後，魯傑羅中了養父亞特蘭特的計謀，乘上了駿鷹並被駿鷹載到了阿爾奇娜的島嶼。魯傑羅先是遇到了已被阿爾奇娜玩膩、變成了桃金孃的阿斯托爾福公爵，公爵向魯傑羅警告了阿爾奇娜的危險性。即使如此，魯傑羅仍中了阿爾奇娜的法術，情不自禁地和阿爾奇娜陷入熱戀，並忘記了他原先的愛人布拉達曼特。
女巫梅莉莎得知此事後，先是向布拉達曼特要來了能破除一切魔法咒語的魔法戒指，再回到阿爾奇娜的島嶼，找到沉迷享樂的魯傑羅。梅莉莎先是變身成亞特蘭特的模樣，給了他當頭棒喝，再將魔法戒指交給魯傑羅要他戴上，成功解除了阿爾奇娜的戀愛魔咒，讓魯傑羅清醒了過來。魯傑羅聽從梅莉莎的指示，先假裝若無其事的回到阿爾奇娜的城堡回收自己的武器和裝備，再逃離阿爾奇娜的領域。過程中，戴上了魔法戒指的魯傑羅發現阿爾奇娜的美貌只不過是咒語造成的幻象，阿爾奇娜真正的外表其實又老又醜。
得知魯傑羅逃跑，阿爾奇娜和部下們都出動去追他。趁著警備鬆散，梅莉莎將阿爾奇娜先前的所有受害者變了回來，讓他們也和魯傑羅一樣逃向羅傑斯媞拉的領域。阿斯托爾福也因此變回原狀，他騎上魯傑羅留下的駿鷹，和梅莉莎一同逃向羅傑斯媞拉的領域。另一邊，魯傑羅利用魔法盾牌，成功擊退了阿爾奇娜的追兵並順利脫逃。阿爾奇娜最終失去了手下和所有的愛人，悔恨不已。
阿爾奇娜和希臘神話中的喀耳刻有相似之處，兩人都是會將人變成動植物的魔女。
阿爾奇娜也在《Cinque Canti》中登場。阿爾奇娜無法忍受先前魯傑羅和阿斯托爾福帶給她的屈辱，再加上妹妹摩爾迦娜也同樣受到了羅蘭的屈辱，讓阿爾奇娜燃起了復仇心，並決心和叛徒岡隆合作，對抗查理曼和法蘭西王國。

## 後世創作
阿爾奇娜和魯傑羅的故事成為了後世許多作品的題材：
- 《魯傑羅的解放》（La liberazione di Ruggiero）（1625），法蘭潔絲卡·卡契尼所創作的歌劇。
- 《Alcina delusa da Ruggero》（1725），托馬索·阿爾比諾尼所創作的歌劇，現已佚失。
- 《Orlando finto pazzo》（1727），安東尼奧·韋瓦第所創作的歌劇。
- 《阿爾奇娜（英语：Alcina）》（1735），韓德爾所創作的歌劇。
- 《奧蘭多·帕拉第諾》（1782），約瑟夫·海頓所創作的歌劇。